# Philippe Chevallier
Philippe Chevallier (Annemasse, 26 d'abril de 1961) va ser un ciclista francès, que fou professional entre 1982 i 1991. La seva principal victòria fou una etapa al Tour de França de 1983.

## Palmarès
- 1979
  - Campió de França junior de persecució
  - Campió de França junior en ruta
- 1980
  - 1r al Tour del Gavaudan
- 1983
  - Vencedor d'una etapa al Tour de França
- 1984
  - 1r al Tour de Vaucluse
  - Vencedor d'una etapa del Tour de l'Avenir
- 1987
  - 1r al Tour del Nord-oest

### Resultats al Tour de França
- 1983. 47è de la classificació general. Vencedor d'una etapa
- 1985. 57è de la classificació general

### Resultats al Giro d'Itàlia
- 1984. 108è de la classificació general
- 1987. 55è de la classificació general